# PhpBB
phpBB es un sistema de foros gratuito basado en un conjunto de paquetes de código programados en el lenguaje de programación web PHP y lanzado bajo la Licencia pública general de GNU, cuya intención es la de proporcionar fácilmente, y con amplia posibilidad de personalización, una herramienta para crear comunidades. Su nombre es por la abreviación de PHP Bulletin Board, también es conocido como Phpbb3 por su última versión.

## Descripción
Funciona sobre bases de datos basadas en el lenguaje SQL como MySQL, PostgreSQL, Microsoft SQL Server, otras como Microsoft Access y, con una modificación, también sobre Oracle, donde almacena la información para poder recuperarla en cada petición del lenguaje.

### Características
- Gratuito y de código abierto.
- Creación ilimitada de foros y subforos
- Mejoramiento en el rendimiento desde su versión anterior
- Uso de caché para todos los archivos del foro
- Registro de usuarios y personalización de cada campo
- Mensajes privados a múltiples usuarios y carpetas de mensajes
- Búsqueda de temas y usuarios
- Panel de administrador y de moderador por separado
- Creación de encuestas con múltiples opciones
- Perfil para cada usuario con sus datos personales
- Aplicar Ban por tiempo definido o indefinido
- Los usuarios pueden tener amigos o Ignorados, los mensajes de ignorados son ocultados automáticamente
- Personalización de BBCode
- Creación de grupos de usuarios, moderadores o administradores
- Advertencia y reportes por usuarios a moderadores ante posts indebidos
- Poder crear nuevos campos para el perfil de usuario
- Poder editar, desde el panel de administración, los archivos del Tema usado
- Múltiples archivos adjuntos
- Mods y estilos gratuitos desarrollados por la comunidad
- Fácil creación y asignación de rangos por post o por grupos
- Registro de acciones de usuarios, moderadores y administradores
- Respaldo y restauración de la base de datos a través del panel de administrador

### Requerimientos
- Una cuenta de webserver o alojamiento web que se ejecuta en cualquier sistema operativo con soporte para PHP.
- PHP 7.2.0 o superior con soporte para la base de datos que pretende utilizar.
- Función getimagesize() habilitada.
- Uno de los siguientes sistemas de base de datos SQL:
  - MySQL 4.1.3 o superior (se requiere MySQLi)
  - MariaDB 5.1 o superior
  - PostgreSQL 8.3 o superior
  - SQLite 3.6.15 o superior
  - Microsoft SQL Server 2000 o superior (a través de extensiones PHP ODBC o SQLSRV)
  - Oracle Database
- Se requieren los siguientes módulos PHP:
  - Módulo JSON de PHP
  - Modulo mbstring
  - Soporte para XML
  - Módulo PHP correspondiente para el sistema de base de datos que piensa usar

- Los siguientes módulos PHP son opcionales, pero proporcionarán acceso a funciones adicionales.
  - LibGD
  - zlib
  - FTP

## Extensiones y MODs
MOD (del inglés modification) es una modificación creada por la comunidad de phpBB que agrega nuevas funciones o cambia el aspecto de un foro. La abreviación, generalmente, se escribe con mayúsculas para diferenciarlo del concepto de moderador. Las modificaciones denominadas de esta manera no son elaboradas por los desarrolladores de phpBB, y no disfrutan del mismo nivel de soporte como la versión oficial del código fuente, sin modificaciones.
El MOD Team de phpBB se encarga de verificar que un MOD sea adecuado y cumpla con el estándar mínimo propuesto para su funcionamiento. Luego de ser aceptados son puestos archivos en la Base de datos de MODs (en inglés).
Existen otros sitios que tienen mods para phpBB2 y phpBB3, los cuales se basan en sus propios estándares, los que no están incluidos por el soporte de phpBB. La documentación para phpBB3 MODding es proporcionada por el MOD Team.
Dentro de los MODs más conocidos se encuentra los sistemas de juegos RPG, puntos de reputación, secciones de juegos en Flash, utilidades antispam, entre otros.

### MODX
MODX es un formato de documento escrito en XML por el phpBB MOD Team (equipo de MODs de phpBB) que se utiliza para describir los pasos necesarios para modificar el código fuente de una aplicación web con el fin de instalar una modificación. A pesar de que puede ser usado para cualquier aplicación web, en teoría, fue desarrollado y es usado fundamentalmente para los MODs de phpBB. El equipo de MODs de phpBB requiere que todos los MODs para phpBB3 enviados a su base de datos cumplan con las especificaciones de la última versión de MODX, aunque muchos otros sitios que almacenan MODs no exigen que se cumpla esto. El propósito principal de utilizar un formato basado en XML es permitir que las herramientas de instalación automática (ver más abajo) puedan leer y completar las instrucciones de instalación de mejor manera. Sin embargo, los archivos XML sólo pueden ser vistos en un navegador web usando un XSL incluido. La última revisión a MODX es la 1.2.2, lanzada el 25 de enero de 2009. Toda la información sobre MODX puede ser encontrada en MODX Resource Centre (en inglés).

### AutoMOD
AutoMOD, actualmente en fase beta, es una herramienta desarrollada por el phpBB MOD Team que analiza e instala automáticamente MODs, que estén en el formato de MODX, en un foro phpBB3. Los usuarios sólo tienen que subir el contenido de un MOD descargado al directorio donde se encuentre el foro phpBB y ejecutar el AutoMOD, el que analizará las instrucciones del MOD y hará los cambios necesarios. Dependiendo de la configuración del servidor, automáticamente hará los cambios subiéndolos por FTP o creará un archivo comprimido con los archivos editados para que el usuario los suba. AutoMOD también es utilizado por el equipo de MODs para verificar si los archivos de MODX son correctos y el MOD pueda ser instalado correctamente en una instalación pura de phpBB. La última versión de AutoMOD es la 1.0.0-beta2, lanzada el 25 de enero de 2009. AutoMOD puede ser descargado desde la página informativa de AutoMOD (en inglés) y conseguir soporte en el foro de soporte (en inglés).
AutoMOD es el sucesor de EasyMOD, herramienta desarrollada también por el phpBB MOD Team y que cumplía la misma función.

### Extensiones
Las extensiones, creadas desde la versión 3.1, son las sucesoras de los MODs de phpBB 2.0 y 3.0. Son paquetes descargables que se agregan a un directorio y se instalan de forma simple desde el Panel de Control de Administración (PCA), sin la necesidad de realizar modificaciones al código como ocurría anteriormente, logrando que esta nueva alternativa de personalización de foros sea más simple para el usuario menos experimentado. Las extensiones siguen siendo desarrolladas por la comunidad de phpBB y, la mayoría, son de código abierto y gratuitas.

## Idiomas
Un foro phpBB puede ser fácilmente traducido descargando un paquete de idioma desde la sección de idiomas del sitio oficial, y puesto en la carpeta ./phpBB/language/ del foro. Algunos idiomas disponibles son el español, inglés, portugués, francés, gallego, italiano, japonés, chino mandarín, entre otros.
Existen 5 variedades de español: Español formal Usted, Español informal de tú, Español argentino, Latino neutral y Español mexicano.

## Estilos
Son plantillas con diferentes colores, diseño e imágenes construidas para cada versión en específico de phpBB. Se componen, en la tercera generación, de tres secciones: plantilla, tema y galería de imágenes. El estilo le da el toque característico a cada foro y esta puede estar relacionada con la temática del foro. Su instalación es similar al paquete de idiomas y pueden ser editadas, casi por completo, desde el panel de administrador.

## Historia
phpBB fue iniciado por James Atkinson (ahora un exmiembro del equipo de desarrollo) como un simple foro similar a UBB para su propio sitio personal el 17 de junio de 2000. Nathan Coding y John Abela (ambos ahora exmiembros del equipo) se unieron al desarrollo después de que el repositorio CVS de phpBB fuera mudado a SourceForge.net, y trabajaron en el inicio de la versión 1.0.0. Una versión preliminar, totalmente funcional de phpBB fue publicada en julio de dicho año.
phpBB 1.0.0 fue lanzado el 9 de diciembre de 2000, con mejoras subsecuentes que se reflejaron en dos actualizaciones importantes. El último lanzamiento en la rama 1.x fue 1.4.4, lanzado el 6 de noviembre de 2001. Durante el tiempo de vida de esta rama, Bart van Bragt, Paul S. Owen (ex cojefe de proyecto), Jonathan Haase (exmiembro del equipo) y Frank Feingold se unieron al equipo. phpBB 1.x ya no recibe soporte de los equipos de phpBB, y prácticamente ya no hay sitios web que lo utilicen.
phpBB 2.0.x inició en febrero de 2001. Fue desarrollado enteramente desde cero; las ambiciones de los desarrolladores de phpBB habían sobrepasado el código original. Doug Kelly (ahora un exmiembro del equipo) se unió al equipo tiempo después. Después de un año de desarrollo y pruebas extensas, phpBB 2.0.0, denominado "Super Furry", fue liberado el 4 de abril de 2002, tres días después de lo previsto.
phpBB 3.0.x comenzó a finales de 2002. Fue originalmente diseñado para ser lanzado como phpBB 2.2, y la primera lista de características de la versión 2.2 fue anunciada el 25 de mayo de 2003. Sin embargo, como el desarrollo avanzaba, los desarrolladores notaron que phpBB 2.1.x (el ciclo de desarrollo para 2.2) había eliminado virtualmente toda compatibilidad con la línea 2.0.x, y por ello el número de versión cambió a 3.0.0, de acuerdo al esquema de versionado del kernel Linux. Desde entonces, el equipo de desarrollo ha visto muchos cambios internos, y varios cambios al código de phpBB3 fueron realizados. En septiembre de 2005, Paul Owen renunció al cargo de Líder de Equipo de Desarrollo y fue reemplazado por Meik Sievertsen.
En marzo de 2007, los equipos de phpBB habían planeado hacer una ronda de mantenimiento en el servidor, pero el servidor cayó durante un corte de fluido eléctrico, sufriendo una falla de disco y causando que phpBB.com no estuviera disponible por toda la semana (los equipos de phpBB indicaron que phpBB, el software, no fue el causante de la caída). Sin embargo, debido al corte de fluido eléctrico, los equipos decidieron cambiar sus planes originales y lanzar su nuevo sitio web, soportado por phpBB3 y el nuevo tema visual "proSilver". Esto fue una gran sorpresa para la mayoría, así como el tema visual que había sido mantenido en secreto, sin ser mostrado antes al público. Las opiniones fueron divididas, con muchos apoyando el nuevo tema y otros criticando nuevas decisiones de diseño, específicamente la decisión de mostrar la información del usuario a la derecha de la página de ver tema (el tema "subSilver" de phpBB2 lo mostraba a la izquierda).
El 30 de abril de 2007, el fundador de phpBB y el cojefe de proyecto James Atkinson renunciaron oficialmente a sus atribuciones en phpBB, aduciendo razones personales. También se anunció que phpBB sería totalmente independiente, y que los líderes de equipos podrían tomar en conjunto las decisiones en el futuro del proyecto. Al final de mayo, un nuevo anuncio informaba que Jonathan "SHS" Stanley, el otro cojefe de proyecto, también renunciaba por razones personales.
El 7 de julio de 2007, los equipos anunciaron que phpBB había sido nominado como finalista de los SourceForge.net Community Choice Awards en la categoría de "Mejor Proyecto para Comunicaciones". A fin de mes, SourceForge.net anunció que phpBB había ganado dicha categoría, y como premio, SourceForge.net donó a Marie Curie Cancer Care la suma de $1000 a nombre de phpBB.
El 6 de septiembre de 2007, los equipos lanzaron el Official phpBB Podcast. El podcast fue grabado por un grupo rotativo de miembros del equipo de phpBB con invitados ocasionales, y discutían un número de temas relacionados con phpBB, así como contestaban preguntas enviadas por los oyentes vía correo electrónico.
La primera versión beta de phpBB3 fue publicada en junio de 2006, y la primera versión candidata lo fue en mayo de 2007. El código base de phpBB3 recibió una auditoría de seguridad externa en septiembre, la cual fue realizada por SektionEins. El 13 de diciembre de 2007 se publica la versión 3.0 conocida como Olympus (también llamado el lanzamiento Gold), que pone fin a los 5 años de desarrollo de la versión 2.0, a la cual fue anunciado el fin de su soporte para el 1 de febrero de 2009.
Los equipos lanzaron un nuevo blog de phpBB en julio de 2008. Este cuaderno de bitácora será mantenido por miembros del equipo de phpBB e informará sobre varios temas relacionados con phpBB y proveerá a los usuarios con una visión única de las actividades del equipo phpBB.
Los equipos de phpBB sostuvieron su primera conferencia de usuarios en Londres el 20 de julio de 2008, que fue denominada Londonvasion 2008. En ella se presentaron miembros del equipo de phpBB con varios temas importantes para la comunidad phpBB, autores de MOD (modificaciones de código) y desarrolladores. Londonvasion proporcionó una oportunidad única para socializar entre los miembros de los equipos de phpBB. El evento también representó la primera vez que la mayoría de los miembros de los equipos tuvieron la oportunidad de conocerse en persona.

## Reconocimientos
El proyecto de phpBB recibe un reconocimiento el año 2007 por la comunidad de Sourceforge como el Mejor proyecto para comunicaciones (el mejor proyecto para comunicarte con tus amigos o compartir información). Dentro de los nominados también estuvieron FileZilla, Miranda IM, Yabb, entre otros.
Uno de los foros más grandes del mundo, con más usuarios y temas, está hecho a base de phpBB con modificaciones para adaptarle secciones, su nombre es Gaia Online y ha permanecido en el primer puesto de Big-boards por mucho tiempo.